# Óscar Medellín
Óscar Medellín (Tantoyuca, Veracruz, 6 de junio de 1989) es un actor y modelo mexicano.

## Carrera
Inicio en el mundo del espectáculo como master model representando a su estado natal en 2013. Después de su paso por el modelaje decidió entrar para estudiar actuación en el CEA de Televisa al año entrante.
Su primera participación fue en el unitario Como dice el dicho participando en varios episodios durante el 2015 y hasta el 2018; así como también durante ese tiempo debutó en la producción de Pasión y poder en donde hizo a Joshua, compartió escenas con Susana González, Jorge Salinas y Fernando Colunga.
En 2016 obtiene un papel en la cinta El mensajero donde hizo a Adrián.
En 2017 se une a la novela de Sin tu mirada en el personaje de Erick, compartió escenas con Claudia Martín y Osvaldo de León.
En 2018 participa en un episodio de la serie Sin miedo a la verdad como Iván.
En 2020 se une a la producción Quererlo todo interpretando a Carlo, en donde comparte créditos con Michelle Renaud, Danilo Carrera y Víctor González.
En 2022 participó en el reality del programa matutino Hoy, Las estrellas bailan en Hoy obteniendo el cuarto lugar de dicha competencia.

## Filmografía

### Televisión
- Amor amargo (2024) - Francisco Carrera[7]
- Esta historia me suena (2023) - 1 episodio[8]
- Las estrellas bailan en Hoy (2022) - Concursante 4.º lugar[9][10]
- Quererlo todo (2020-2021) - Carlo Rossetti[11]
- Sin miedo a la verdad (2018-2019) - Iván
- Sin tu mirada (2017-2018) - Erick Muñoz González
- Como dice el dicho (2016-2018) - Varios episodios
- Pasión y poder (2015-2016) - Joshua Solares[12]

### Cine
- El mensajero (2016) - Adrián